# اسکار کلاین
 اسکار کلین (سوئدی: Oskar Klein؛ زاده ۱۵ سپتامبر ِ۱۸۹۴، درگذشته ۷ فوریهٔ ۱۹۷۷) فیزیک‌دان اهل سوئد بود.
وی همچنین برنده جوایزی همچون مدال ماکس پلانک شده است.